# Castro de Cociñadoiro
El Castro de Cociñadoiro estaba situado en Punta de Muros/Punta Langosteira. En 2004, el inicio del proyecto del Puerto Exterior de La Coruña puso en peligro el castro, que ya estaba amenazado por la acción erosiva del océano.
En la declaración de Impacto Ambiental de 2001, ya lo citó el Ministerio de Medio Ambiente. Con el inicio de las obras de construcción del puerto, se inició una acción de emergencia. El castro fue excavado en su totalidad a principios de 2005. En esas excavaciones cerradas y sin información sobre lo que se estaba encontrando, aparecieron 23.000 objetos, de los que solo 9.687 fueron inventariados y se encuentran en un almacén de la autoridad portuaria de La Coruña a la espera de la publicación de los hallazgos.
Según el arqueólogo Ramón Boga, Cociñadoiro fue el castro más antiguo de la provincia de La Coruña, ya que data de la Edad del Hierro en Galicia.

## La excavación

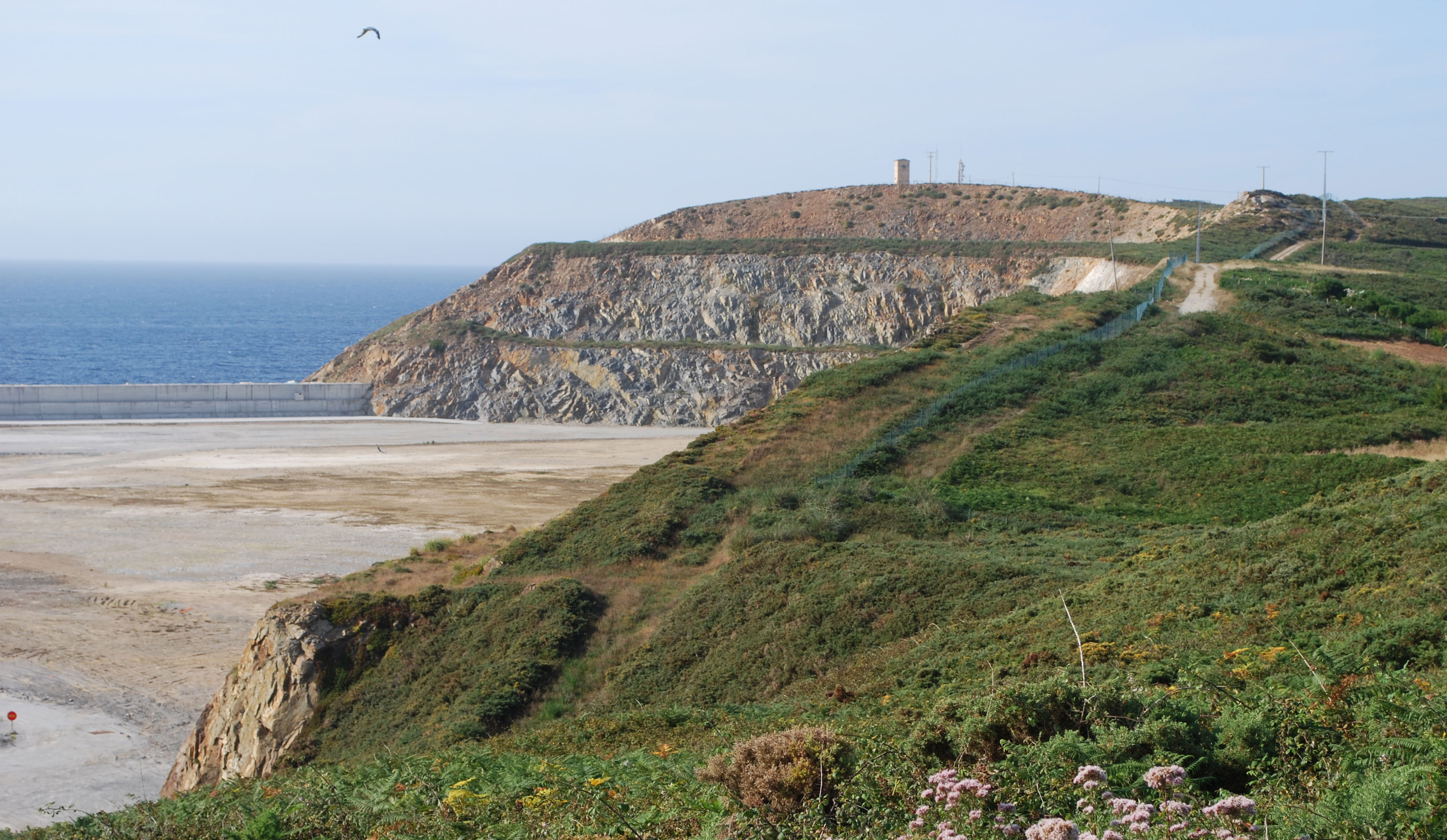
Excavación del monte donde estuvo Cociñadoiro para la construcción del Puerto Exterior de La Coruña.

Los trabajos de excavación fueron dirigidos por el arqueólogo Juan A. Cano Pan. La excavación del castro comenzó en enero de 2005 y en el verano de 2005 quedó todo el sitio al descubierto. El 7 de julio de 2005, apenas siete meses después del inicio de los trabajos arqueológicos, la maquinaria destruyó gran parte del yacimiento. El 28 de noviembre de 2005 no quedó nada en pie. Durante la excavación, no se hizo pública ninguna información sobre lo que se estaba encontrando. La primera referencia se publicó en: La Paleometalurgia del Poblado de Punta de Muros (Arteijo, La Coruña) en el contexto de la transición Bronce Final – Primera Edad del Hierro firmada por Juan A. Cano Pan y por el catedrático de la Universidad de La Coruña, Fernán Gómez Filgueiras de Brage.
Las dataciones mediante carbono-14 situaron su origen en el siglo IX a. C. (Edad del Hierro), con un período de ocupación máxima en los siglos VIII y VII a. C. La superficie de la villa tuvo cuatro periodos de ocupación.
- La más antigua era la de mayor población. Era una aldea fortificada y estuvo en uso durante cuatro o cinco siglos.
- El siguiente fue cinco siglos después del primero. Resultó ser un pueblo celtorromano.

Lo más llamativo era la forma rectangular alargada de las cabañas, ya que casi todas contaban con un horno metalúrgico y con una orientación NE – SW, determinada por los requerimientos del taller metalúrgico. El castro no tenía instrumentos agrícolas ni para trabajar en tierra ni en el mar. Los habitantes se dedicaban únicamente a la metalurgia del bronce. Trabajaron en dos aleaciones de metales diferentes.
- Producían objetos cotidianos.
- Creaban objetos ornamentales.

## Centro de interpretación
En junio de 2012, la Autoridad Portuaria y el Ayuntamiento de Arteijo eligieron el parque de Monticaño como lugar de exposición de los hallazgos del Castro de Cociñadoiro; allí se construirá el centro de interpretación de Langosteira.